# Jo Gerris
Jo Gerris (Sittard, 25 februari 1921 – Nijmegen, 24 september 1982) was een Nederlands handbalcoach. Gerris stond vooral bekend om zijn sterke verbondenheid met handbalvereniging Swift Roermond. Met de damesploeg van Swift Roermond weet Gerris 12 maal het landskampioenschap te halen. Ook behaalde hij met Swift Roermond de finale van de Europa Cup in 1976.

## Biografie
Jo Gerris werd op 25 februari 1921 geboren in Sittard. Zijn jeugd bracht hij grotendeels door in het Noord-Limburgse Tegelen, vanwaar hij in de jaren dertig naar Roermond verhuisde. Aldaar was hij vele jaren hoofd van de afdeling boekhouding bij de gemeente.
In Gerris jongere jaren was hij atleet en beoefende handbal. Als atleet was hij onder meer Limburgs kampioen 800 meter.
In 1956 vroegen Lies Pulles, voorzitter van HV Swift Roermond samen met Han en Wim Beelen, bestuursleden, aan Jo Gerris om de Roermondse dames te trainen, hiermee ging Gerris akkoord.
Gedurende de tijd dat Gerris de damesploeg van Swift Roermond trainde, werd de ploeg 12 maal landskampioen in de zaal en eenmalig landskampioen op het veld. Tevens speelde de ploeg liest 49 wedstrijden in het Europa-cup toernooi, met als hoogtepunt de finale van de Europa Cup in Belgrado (Joegoslavië) tegen de plaatselijke favoriet Radnicki-Belgrado in 1976. Hiernaast was hij van 1971 tot en met 1973 bondscoach van de nationale damesteam.
In 1981 verkreeg Gerris de onderscheiding Ridder in de Orde van Oranje-Nassau.
Op 24 september 1982 overleed Jo Gerris op 61-jarige leeftijd in het Radboudziekenhuis van Nijmegen na een kort ziekbed.